# Đội tuyển bóng đá bãi biển quốc gia Đan Mạch
Đội tuyển bóng đá bãi biển quốc gia Đan Mạch đại diện Đan Mạch ở các giải thi đấu bóng đá bãi biển quốc tế, nhưng không được điều hành bởi Hiệp hội bóng đá Đan Mạch (DFA), cơ quan quản lý bóng đá ở Đan Mạch. DFA quyết định đợi trước khi được công nhận là một đội tuyển bóng đá bãi biển quốc gia chính thức. Tuy nhiên, đội bóng đã được tổ chức quản lý thể thao của nước này công nhận, Beach Soccer Worldwide (BSWW) và thi đấu như đại diện của Đan Mạch ở các giải đấu của BSWW và FIFA.

## Đội hình
Chính xác tính đến tháng 9 năm 2016

Ghi chú: Quốc kỳ chỉ đội tuyển quốc gia được xác định rõ trong điều lệ tư cách FIFA. Các cầu thủ có thể giữ hơn một quốc tịch ngoài FIFA.
| Số | VT | Quốc gia | Cầu thủ                        |
| -- | -- | -------- | ------------------------------ |
| 1  | TM | Đan Mạch | Mik Skøtt                      |
| 2  | HV | Đan Mạch | Christian Jørgensen            |
| 3  | HV | Đan Mạch | Søren Gram Madsen (đội trưởng) |
| 6  | TV | Đan Mạch | Morten Ytte                    |
| 7  | HV | Đan Mạch | Klaus Ryding                   |
| 8  | TĐ | Đan Mạch | Kennie Larsen                  |
| 9  | TĐ | Đan Mạch | Henrik Rædkjær                 |

| Số | VT | Quốc gia | Cầu thủ      |
| -- | -- | -------- | ------------ |
| 13 | TĐ | Đan Mạch | Rasmus Lyng  |
| 15 | TV | Đan Mạch | Tim Wiese    |
| 16 | HV | Đan Mạch | Casper Dorph |
| 17 | TV | Đan Mạch | Tobias Øster |
| 18 | TĐ | Đan Mạch | Lars Bonde   |
| 19 | TV | Đan Mạch | Dennis Dorph |
| 22 | TM | Đan Mạch | Oliver Levin |

Huấn luyện viên: Reva Hagins

Trợ lý huấn luyện viên:
Huấn luyện viên: Aleksander Carendi

## Thành tích
- Thành tích tốt nhất tại Giải vô địch bóng đá bãi biển thế giới: Hạng 6
  - 1996
- Thành tích Giải vô địch bóng đá bãi biển châu Âu: Hạng 11, Division B
  - 2017

## Results

### All Time Record
as of tháng 2 năm 2017
| Tournament                                                       | St | W | W+ | L  | BT | BB  | HS  | Đ |
| ---------------------------------------------------------------- | -- | - | -- | -- | -- | --- | --- | - |
| Giải vô địch bóng đá bãi biển thế giới                           | 3  | 1 | 0  | 2  | 10 | 16  | –6  | 3 |
| BSWW Tour matches                                                | 6  | 1 | 0  | 5  | 22 | 31  | –9  | 3 |
| Giải vô địch bóng đá bãi biển châu Âu                            | 6  | 1 | 0  | 5  | 31 | 46  | –15 | 0 |
| Vòng loại giải vô địch bóng đá bãi biển thế giới khu vực châu Âu | 3  | 0 | 0  | 3  | 4  | 22  | –18 | 0 |
| Tổng cộng                                                        | 18 | 3 | 0  | 15 | 67 | 115 | –48 | 9 |

### Trận đấu
| 30 tháng 1 năm 1996 Giải vô địch thế giới 1996, Vòng bảng | Brasil | 7–1 | Đan Mạch | Rio de Janeiro, Brasil |  |
|                                                           |        |     |          |                        |  |

| 31 tháng 1 năm 1996 Giải vô địch thế giới 1996, Vòng bảng | Uruguay | 5–3 | Đan Mạch | Rio de Janeiro, Brasil |  |
|                                                           |         |     |          |                        |  |

| 1 February 1996 Giải vô địch thế giới 1996, Vòng bảng | Đan Mạch | 6–4 | Canada | Rio de Janeiro, Brasil |  |
|                                                       |          |     |        |                        |  |

| 12 tháng 7 năm 2013 BSWW Tour: Cúp Thụy Điển | Anh | 4–1 | Đan Mạch | Malmö, Thụy Điển |  |
|                                              |     |     |          |                  |  |

| 13 tháng 7 năm 2013 BSWW Tour: Cúp Thụy Điển | Thụy Điển | 6–8 | Đan Mạch | Malmö, Thụy Điển |  |
|                                              |           |     |          |                  |  |

| 14 tháng 7 năm 2013 BSWW Tour: Cúp Thụy Điển | Hà Lan | 6–2 | Đan Mạch | Malmö, Thụy Điển |  |
|                                              |        |     |          |                  |  |

| 24 tháng 6 năm 2016 BSWW Tour: Central European Cup | Séc | 5–3 | Đan Mạch | Prague, Cộng hòa Séc |  |
|                                                     |     |     |          |                      |  |

| 25 tháng 6 năm 2016 BSWW Tour: Central European Cup | Áo | 6–5 | Đan Mạch | Prague, Cộng hòa Séc |  |
|                                                     |    |     |          |                      |  |

| 26 tháng 6 năm 2016 BSWW Tour: Central European Cup | Slovakia | 4–3 | Đan Mạch | Prague, Cộng hòa Séc |  |
|                                                     |          |     |          |                      |  |

| 12 tháng 8 năm 2016 2016 EBSL, Div. B | Đan Mạch                                                        | 5–9        | Hungary | Siófok, Hungary                        |  |
| 18:30                                 | Raedkjaer 5', 23' (p) · Vigilsen Wiese 18' · Olsen 26' (p), 36' | Report(ru) | 3' Fekete · 5', 12' (p) Simonyi · 8', 21' Balazs · 9' Sebestyen · 12' Szentes-Biro · 27' Turos · 29' Besenyei | Trọng tài: Eduards Borisevics (Latvia) |  |

| 13 tháng 8 năm 2016 2016 EBSL, Div. B | Azerbaijan                                    | 3–2        | Đan Mạch                  | Siófok, Hungary                         |  |
| 12:15                                 | Baghirov 3' · Sultanov 16' · Allahguliyev 30' | Report(ru) | 3' Raedkjaer · 15' Larsen | Trọng tài: Laurynas Arzuolaitis (Litva) |  |

| 14 tháng 8 năm 2016 2016 EBSL, Div. B | Bulgaria                                                      | 5–4        | Đan Mạch                               | Siófok, Hungary                 |  |
| 10:45                                 | Filipov 4', 12' · Parashkevov 8' · Tsvetkov 12' · Velikov 28' | Report(ru) | 7', 10' (p), 14' Raedkjaer · 12' Olsen | Trọng tài: Emmanuel Vocale (Bỉ) |  |

| 2 tháng 9 năm 2016 2017 FIFA BS vòng loại Cúp thế giới | Đan Mạch               | 2–10       | Tây Ban Nha                                                                                       | Jesolo, Ý                      |  |
| 14:15                                                  | Bonde 17' · Madsen 35' | Report(ru) | 9', 13' Merida · 17' Martin Lima · 19', 31', 32', 33' Chiky · 26' Cintas · 35', 36' Molina Suarez | Trọng tài: Roman Borisov (Nga) |  |

| 5 tháng 9 năm 2016 2017 FIFA BS vòng loại Cúp thế giới | Ba Lan                                                              | 5–1        | Đan Mạch   | Jesolo, Ý                        |  |
| 11:30                                                  | Saganowski 1' · Jesionowski 4' · Stasiak 15' · Gac 27' · Madani 35' | Report(ru) | 13' Madsen | Trọng tài: Csaba Baghy (Hungary) |  |

| 6 tháng 9 năm 2016 2017 FIFA BS vòng loại Cúp thế giới | Estonia                                                            | 7–1        | Đan Mạch      | Jesolo, Ý                         |  |
| 14:00                                                  | Mäerog 2', 6', 34' · Rump 13', 36' · Munskind 16' · Marmor 33' (p) | Report(ru) | 34' (p) Oster | Trọng tài: Thorsten Günther (Đức) |  |

| 11 tháng 8 năm 2017 2017 EBSL, Div. B | Đan Mạch                                                                     | 5–10       | Bulgaria                                                                         | Siofok, Hungary                   |  |
| 14:30                                 | Lyng 16' · Storm 20' · Rædkjær 24' · C.D. Jørgensen 24' · C.H. Jørgensen 29' | Report(ru) | 1', 2', 4', 18', 27', 29' Filipov · 21' Adamov · 24' Martinov · 26', 32' Lozanov | Trọng tài: Ago Kärtmann (Estonia) |  |

| 12 tháng 8 năm 2017 2017 EBSL, Div. B | Hungary | 16–2       | Đan Mạch                        | Siofok, Hungary                       |  |
| 18:15                                 | Besenyei 2', 20' · Túrós 6', 11', 20', 29', 35' · Fekete 9', 32' · Szacksó 10' · Genczler 18' · Szentes-Bíró 19', 22' · Rutai 13', 22', 30' | Report(ru) | 19' (l.n.) Fekete · 28' Rædkjær | Trọng tài: Richard de Bruijn (Hà Lan) |  |

| 13 tháng 8 năm 2017 2017 EBSL, Div. B | Đan Mạch | 13–3       | Andorra                     | Siofok, Hungary                    |  |
| 13:15                                 | Rædkjær 4', 9', 27', 30' · C.D. Jørgensen 17', 21', 23', 27', 29' · Ryding 19' (ph.đ.), 24' · Olsen 34', 36' | Report(ru) | 19', 33' Neira · 29' Regalo | Trọng tài: Laszlo Legeza (Hungary) |  |